# 里氏雙鰭電鰩
里氏雙鰭電鰩（學名：Narcine rierai），又稱里氏雙鰭電鱝，為軟骨魚綱電鰩目雙鰭電鰩科雙鰭電鰩屬的一種，分布於西印度洋索馬利亞中部至莫三比克海域，深度170至500公尺，本魚頭部、軀幹和胸鰭連成一體，鏟形圓盤，鼻簾長於寬，齒帶細長，形狀為三角形，身體背面均勻淺棕色或金棕色，頭至胸鰭間有發電器官，體長可達30.1公分，棲息在深海海域，為夜行性底棲性魚類，屬肉食性，體內的發電器官，可能用來防禦或捕食，生活習性不明。